# Urotrygon reticulata
Urotrygon reticulata  (лат.)  — малоизученный вид рода Urotrygon семейства Urotrygonidae отряда хвостоколообразных. Обитает в тропических водах центрально-восточной части Тихого океана. Встречается на глубине до 15 м. Максимальная зарегистрированная длина 24,1 см. Грудные плавники этих скатов образуют диск в виде «сердечка». Хвост оканчивается листовидным хвостовым плавником. В средней части хвостового стебля расположен ядовитый шип. Не является объектом целевого лова. 

## Таксономия
Впервые вид был научно описан в 1988 году. Видовое название происходит от слова лат. reticulum — «сетка» и связано с характерной окраской этих скатов. Голотип представляет собой самку длиной 24,1 см, пойманную в Панамском заливе. Паратипы: 2 самца длиной 8,7 и 18,8 см, пойманные там же.

## Ареал
Urotrygon reticulata обитают в центрально-восточной части Тихого океана у берегов Панамы. Эти донные рыбы встречаются на мелководье с мягким грунтом на глубине от 2 до 15 м.

## Описание
Широкие грудные плавники этих скатов сливаются с головой и образуют овальный диск в виде «сердечка». Заострённое рыло образует тупой угол и выступает за края диска. Позади очень маленьких глаз расположены брызгальца. Брюшные плавники закруглены. Длина хвоста превышает длину диска. Хвост оканчивается вытянутым хвостовым плавником. На дорсальной поверхности хвоста в центральной части расположен ядовитый шип. Спинные плавники отсутствуют. На вентральной стороне диска имеется 5 пар жаберных щелей. Кожа на рыле и перед глазами плотно покрыта чешуёй, позади глаз чешуя становится редкой, на хвосте отсутствует. Брызгальца окружены 2—3 рядами чешуек. Вентральная поверхность светлая, вдоль латеральных краёв пролегает широкая тёмная полоса. Окраска коричневатого или чёрного цвета, диск покрыт извилистыми светлыми линиями, образующими сетку. Максимальная зарегистрированная длина 24,1 см.

## Взаимодействие с человеком
Эти скаты не являются объектом целевого лова. Вероятно, в качестве прилова они попадаются при коммерческом промысле креветок и донных рыб. Данных для оценки Международным союзом охраны природы статуса сохранности вида недостаточно.